# Liste der Bodendenkmäler in Edling
Auf dieser Seite sind die Bodendenkmäler in der oberbayerischen Gemeinde Edling zusammengestellt. Diese Tabelle ist eine Teilliste der Liste der Bodendenkmäler in Bayern. Grundlage ist die Bayerische Denkmalliste, die auf Basis des Bayerischen Denkmalschutzgesetzes vom 1. Oktober 1973 erstmals erstellt wurde und seither durch das Bayerische Landesamt für Denkmalpflege geführt wird. Die folgenden Angaben ersetzen nicht die rechtsverbindliche Auskunft der Denkmalschutzbehörde.

## Bodendenkmäler in Edling
| Lage       | Objekt | Akten-Nr.     | Bild |
| ---------- | --- | ------------- | ---- |
| (Standort) | Grabhügel mit Bestattungen der Hallstattzeit. | D-1-7938-0053 |      |
| (Standort) | Verebnete Grabhügel mit Bestattungen der Hallstattzeit. | D-1-7938-0054 |      |
| (Standort) | Viereckschanze der späten Latènezeit sowie Siedlung vorgeschichtlicher Zeitstellung. | D-1-7938-0055 |      |
| (Standort) | Straße der römischen Kaiserzeit mit begleitenden Materialentnahmegruben (Teilstück der Trasse Pons Aeni–Regensburg).                                                                     | D-1-7938-0057 |      |
| (Standort) | Verebnete Grabhügel vorgeschichtlicher Zeitstellung. | D-1-7938-0061 |      |
| (Standort) | Siedlung der Hallstattzeit und der römischen Kaiserzeit. | D-1-7938-0063 |      |
| (Standort) | Körpergräber der frühen Bronzezeit. | D-1-7938-0066 |      |
| (Standort) | Brandgräber der Urnenfelderzeit. | D-1-7938-0067 |      |
| (Standort) | Brandgräber der römischen Kaiserzeit. | D-1-7938-0069 |      |
| (Standort) | Untertägige spätmittelalterliche und frühneuzeitliche Befunde im Bereich von Schloss Brandstätt und seiner Vorgängerbauten.                                                              | D-1-7938-0105 |      |
| (Standort) | Untertägige mittelalterliche und frühneuzeitliche Befunde und Funde im Bereich der katholischen Pfarrkirche St. Cyriakus in Edling und ihrer Vorgängerbauten mit aufgelassenem Friedhof. | D-1-7938-0110 |      |
| (Standort) | Untertägige frühneuzeitliche Befunde im Bereich von Schloss Hart. | D-1-7938-0111 |      |
| (Standort) | Wasserburgstall des hohen und späten Mittelalters („Hochhaus“). | D-1-7938-0112 |      |
| (Standort) | Straße der römischen Kaiserzeit mit begleitenden Materialentnahmegruben (Teilstück der Trasse Pons Aeni–Regensburg).                                                                     | D-1-7938-0213 |      |
| (Standort) | Burgstall des hohen Mittelalters („Daburg“). | D-1-7938-0214 |      |